# ブラウン大学

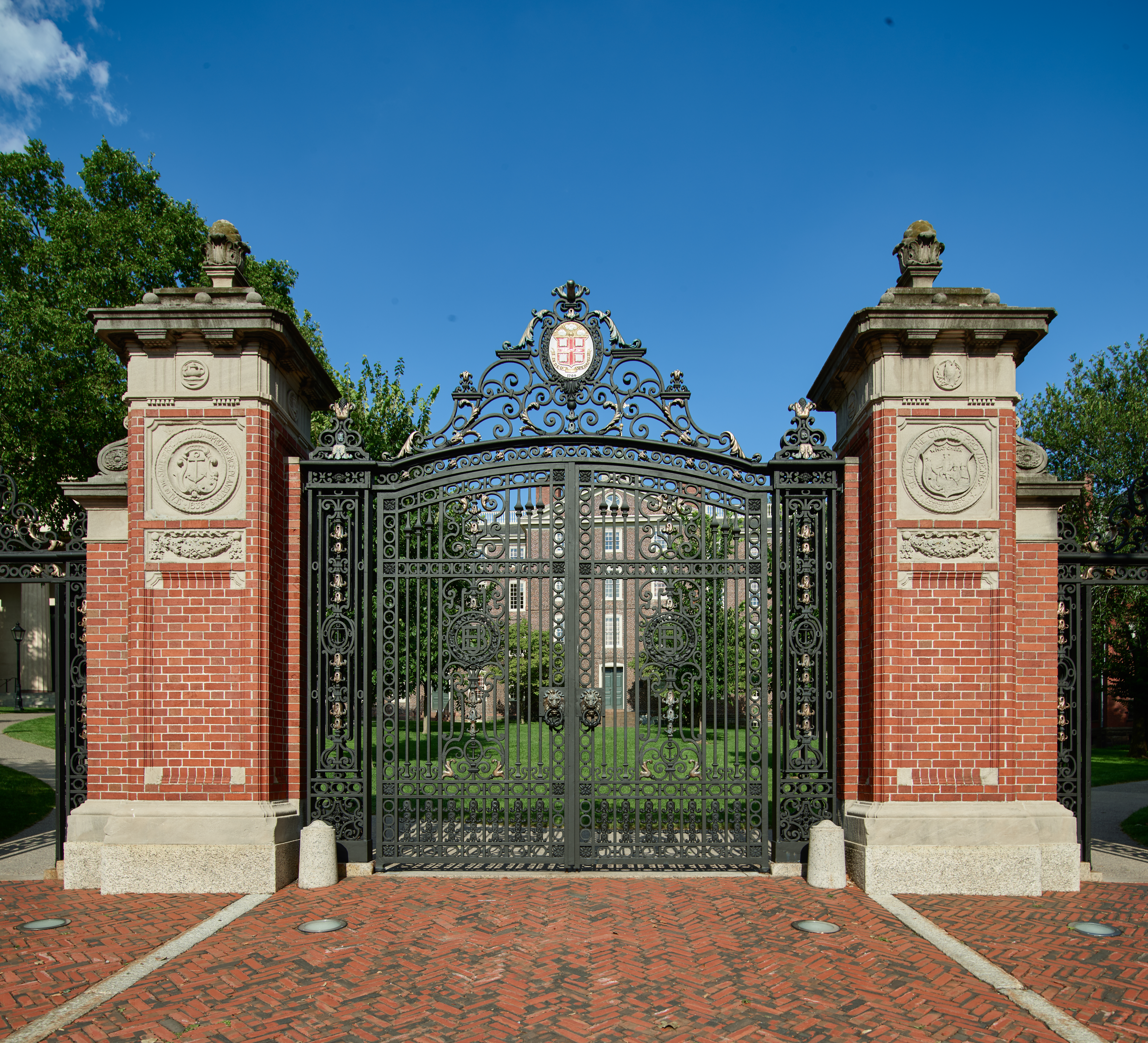
Van Wickle Gates

ブラウン大学（英語: Brown University）は、アメリカ合衆国ロードアイランド州のプロビデンスに本部を置く私立大学。アイビー・リーグを構成する伝統的な名門校の一つ。
1764年に英国植民地のプロビデンス・プランテーションにカレッジとして創設された全米最古の大学のひとつで、入学と指導に宗派・信仰を問わないことをアメリカで初めて成文化した学校でもある。1804年に大口献金者の名前にちなんでブラウン大学と改名。
現在は学部・大学院・医学部を合わせて約1万1000人の学生が学ぶ（2023年）。入学後の教育環境が充実しており、各種ランキングでも学部教育が全米第3位、ライティング指導で第1位などと高い評価を受けている。
学部課程の合格率5.0%は全米最難関のグループである（2023年）。USニューズ誌の米国内大学ランキングでは第9位、THEランキングでは米国内第6位（世界全体では第64位）。1年間の学費（教材費・生活費など含まず）は約8万4000ドル（約1千260万円）と発表されている。
2024年時点の大学基金の額は72億ドル（約1兆700億円）。
2001年にアイビー・リーグで初めて黒人女性を学長に迎えた（Ruth Simmons、〜2012年）。2024年現在の学長も女性である（Christina Paxson、2012年〜）。
著名な卒業生に、第15代FRB議長や第78代財務長官を歴任したジャネット・イエレン、CNN創業者のテッド・ターナー、『ニューヨーク・タイムズ』紙発行人のA・G・サルツバーガー、女優のエマ・ワトソン、ＳＦ作家テッド・チャンなどがいる。日本からは福澤諭吉が渡米時にブラウン大学で欧米式教育に学んだことでも知られる。
校訓は "In Deo Separamus"（神のうちに我らは希望を見る）。

## 沿革
前身の「カレッジ・オブ・ロードアイランド」が、イギリス植民地時代の1764年に設立された。 1804年にニコラス・ブラウンからの寄付金により、現在地であるロードアイランド州プロヴィデンスに移転し、ブラウン大学と改称した。
設立当初はバプテスト系の教育機関であった。しかし、同様に宗教系大学として設立されたアイヴィー・リーグ他校と違い、ブラウン大学は設立当初からバプテスト以外の宗教の信仰者も人種や性別に関わらず受け入れることで知られていた。
現在は、全宗教を受容するという姿勢を採っており、いくつかの宗教のために礼拝場所を提供（例えば、ローマ・カトリック・プロテスタント・仏教の学生団体にManning Chapelの使用を許可）している。
2007年1月には、医学教育の更なる充実を支える為、一括寄付としては開学以来最高額である1億ドル（寄付当時の1ドル120円の為替レート計算で120億円）をウォーレン・アルパート基金から授与された。

## 教育

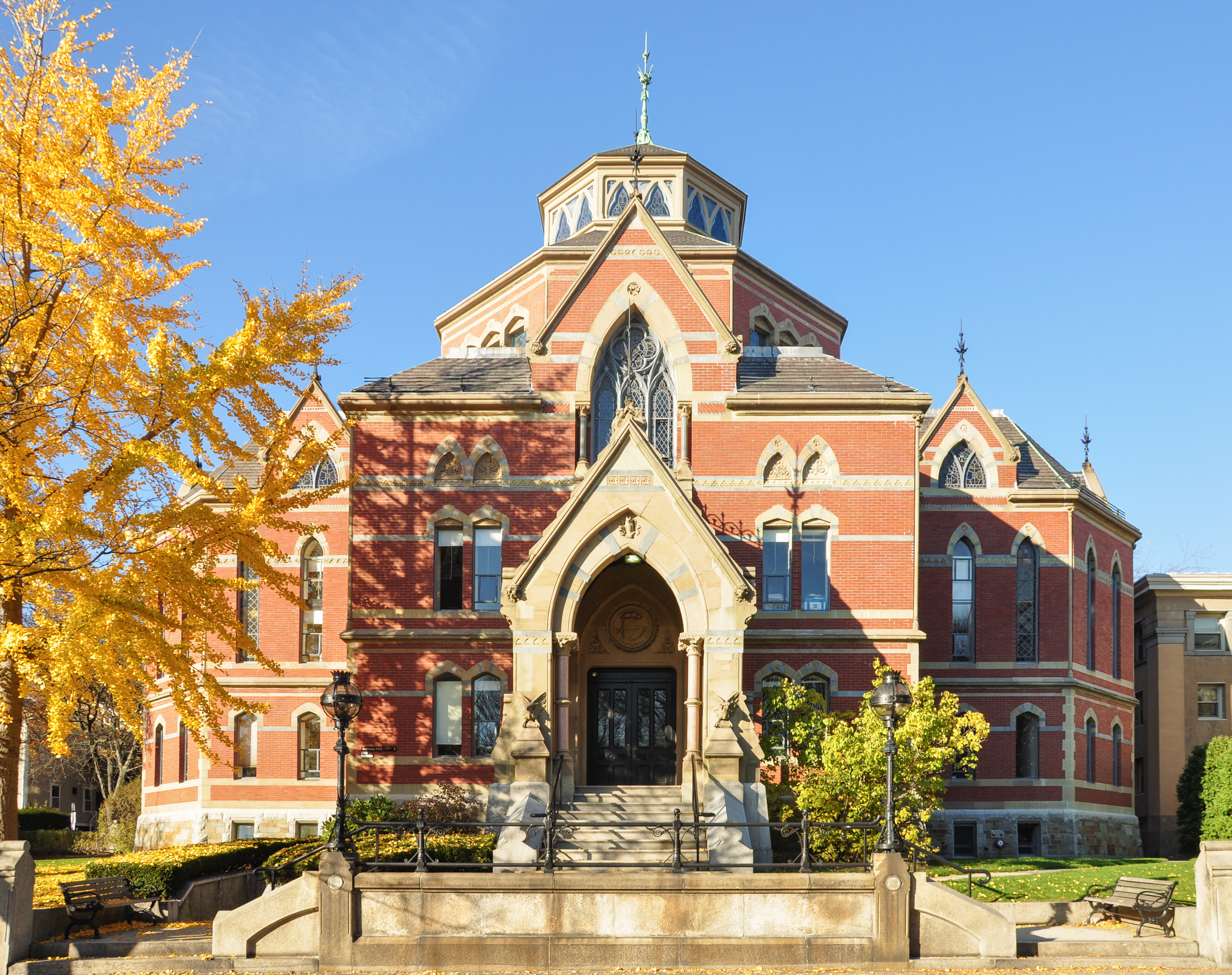
Robinson Hall

ロードアイランド州の州都、プロヴィデンス東部の高台に約60ヘクタールのキャンパスを構える。大学周辺は「イーストサイド」、「カレッジヒル」と呼ばれ、高級住宅街とされる。他のアイヴィー・リーグ諸校のキャンパス同様、自然との融合を重視した設計で、「メイン・グリーン」と呼ばれる芝生公園を中心にキャンパスがデザインされている。
ブラウン大学の人気の理由には独自のカリキュラムや前衛的な研究、そして教授の質の良さがある。教授陣は世界的にトップクラスの研究者が占める。学生は62カ国以上から来ており、国際色が強い。
学生の満足度は全米1位である。他のアイビー・リーグ校にも合格していながら、あえてブラウン大学へと進学する学生も多い。著名人では、ジョン・フィッツジェラルド・ケネディ・ジュニアがハーバード大学、マシ・オカがハーバード大学とマサチューセッツ工科大学、エマ・ワトソンがイェール大学・コロンビア大学・ケンブリッジ大学、水沢アキの息子である水沢ジュリアン・スィーヒがイェール大学にそれぞれ合格を果たしつつ、最終的にはブラウン大学を選んでいる。

### 日本との関係
日本との関係は深く、慶應義塾大学の創設者である福澤諭吉は、ジョン万次郎の勧めでブラウン大学で西洋高等教育について学び、1868年慶應義塾設立に至ったとされている。諭吉に多大な影響を与えた経済学者は当時の学長フランシス・ウェーランドであり、福翁自伝（王政維新）には、戊辰戦争の砲声の中でも「（ウェーランドの）英書経済の講釈をしていました」と氏への言及がある。
そのため、慶應義塾では、5月15日を「福澤先生ウェーランド経済書講述記念日」としている。1994年には、慶應義塾大学の鳥居泰彦塾長（当時）が名誉博士号を授与されている。その他、卒業生のアルバート・アーノルド・ベネットは、宣教師として日本に渡り、関東学院大学の前身となる横浜バプテスト神学校を設立した。また、前述の鳥居泰彦をはじめ、何名かの日本人が同大の名誉学位を得ている。

## 大学ランキング

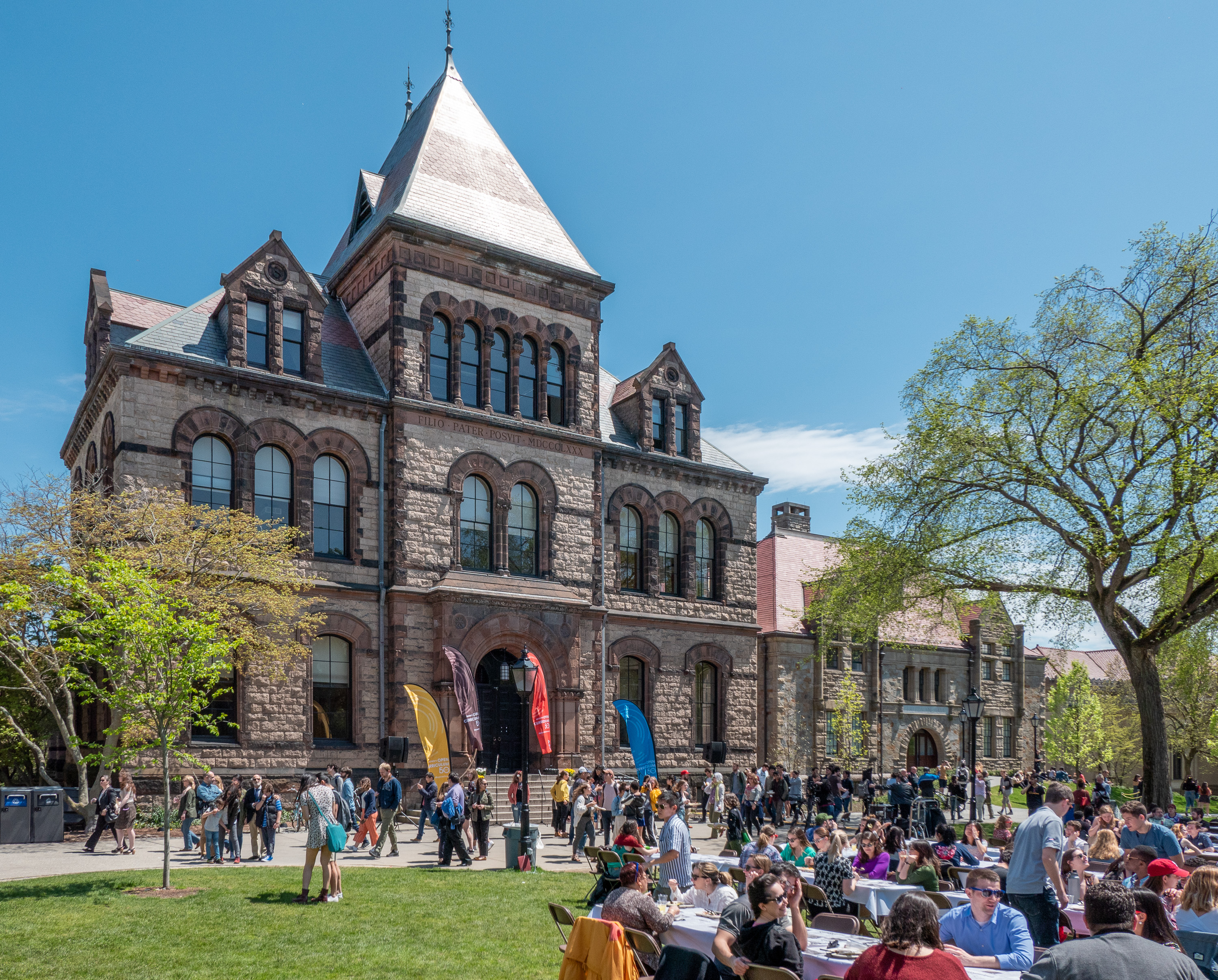
Sayles Hall

- Sayles HallUSニュース米国内ランキング ─ 第13位（2025）[19]
- USニュース米国内ランキング（学部教育） ─ 第3位（2025）[20]
- USニュース米国内ランキング（学術ライティング） ─ 第1位（2025）[21]
- Niche米国内ランキング ─ 第7位（2024）[22]
- THE米国内ランキング ─ 第25位（2025）[23]
- THE世界大学ランキング ─ 第58位[23]
- QS世界大学ランキング ─ 第79位（2025）[24]
- ARWU世界大学学術ランキング ─ 第101-150位（2024）[25]
- USニュース世界大学ランキング ─ 第153位（2024）[26]

ブラウン大学卒業生が志願した場合、全米ロー・スクールトップ3に合格できる確率は92%から95%に及び、ビジネス・スクールではその合格率が100%近くに達する。メディカル・スクールへの合格率は、全米で五本の指に入る。
資金力で総合力ランキングを落としている反面、各分野の教育には定評がある。分野別ランキングとしては、以下が挙げられる（専門調査機関Media Factualによる「College Factual」、及びNicheより、10位以内の分野を抜粋）。
- Niche　公衆衛生学 ─ 全米第3位（2025）[28]
- Niche　グローバル研究 ─ 全米第4位（2025）[29]
- Niche　英文学 ─ 全米第4位（2025）[30]
- Niche　国際関係学 ─ 全米第4位（2025）[31]
- Niche　教育学 ─ 全米第5位（2025）[32]
- Niche　環境学 ─ 全米第5位（2025）[33]
- Niche　宗教学 ─ 全米第5位（2025）[34]
- Niche　数学 ─ 全米第6位（2025）[35]
- Niche　公共政策学 ─ 全米第6位（2025）[36]
- Niche　生物学 ─ 全米第7位（2025）[37]
- Niche　歴史学 ─ 全米第8位（2025）[38]
- Niche　美術 ─ 全米第10位（2025）[39]
- Niche　コンピュータ科学 ─ 全米第8位（2025）[40]
- College Factual　東アジア研究 ─ 全米第1位（2025）[41]
- College Factual　統計学 ─ 全米第1位（2025）[42]
- College Factual　応用数学 ─ 全米第1位（2025）[43]
- College Factual　科学技術 ─ 全米第1位（2025）[44]
- College Factual　起業学 ─ 全米第2位（2025）[45]
- College Factual　学際的分野 ─ 全米第2位（2025）[46]
- College Factual　工学（全般） ─ 全米第2位（2025）[47]
- College Factual　都市論 ─ 全米第3位（2025）[48]
- College Factual　地域学 ─ 全米第4位（2025）[49]
- College Factual　民族・文化・ジェンダー学 ─ 全米第4位（2025）[50]
- College Factual　人類生物学 ─ 全米第4位（2025）[51]
- College Factual　行動科学（全般） ─ 全米第5位（2025）[52]
- College Factual　社会科学（全般） ─ 全米第5位（2025）[53]
- College Factual　音楽 ─ 全米第9位（2025）[54]
- College Factual　美術・スタジオアート ─ 全米第9位（2025）[55]
- College Factual　国際関係・安全保障学 ─ 全米第10位（2025）[56]

## 関連人物

### 著名な出身者
王族、政財界から芸能界まで著名人が数多く輩出している。
連邦準備制度理事会理事の過半数がブラウン大学出身者だったこともある。2014年には、世界銀行総裁と連邦準備制度理事会議長という金融経済最高の両ポストを卒業生が占めることになった。

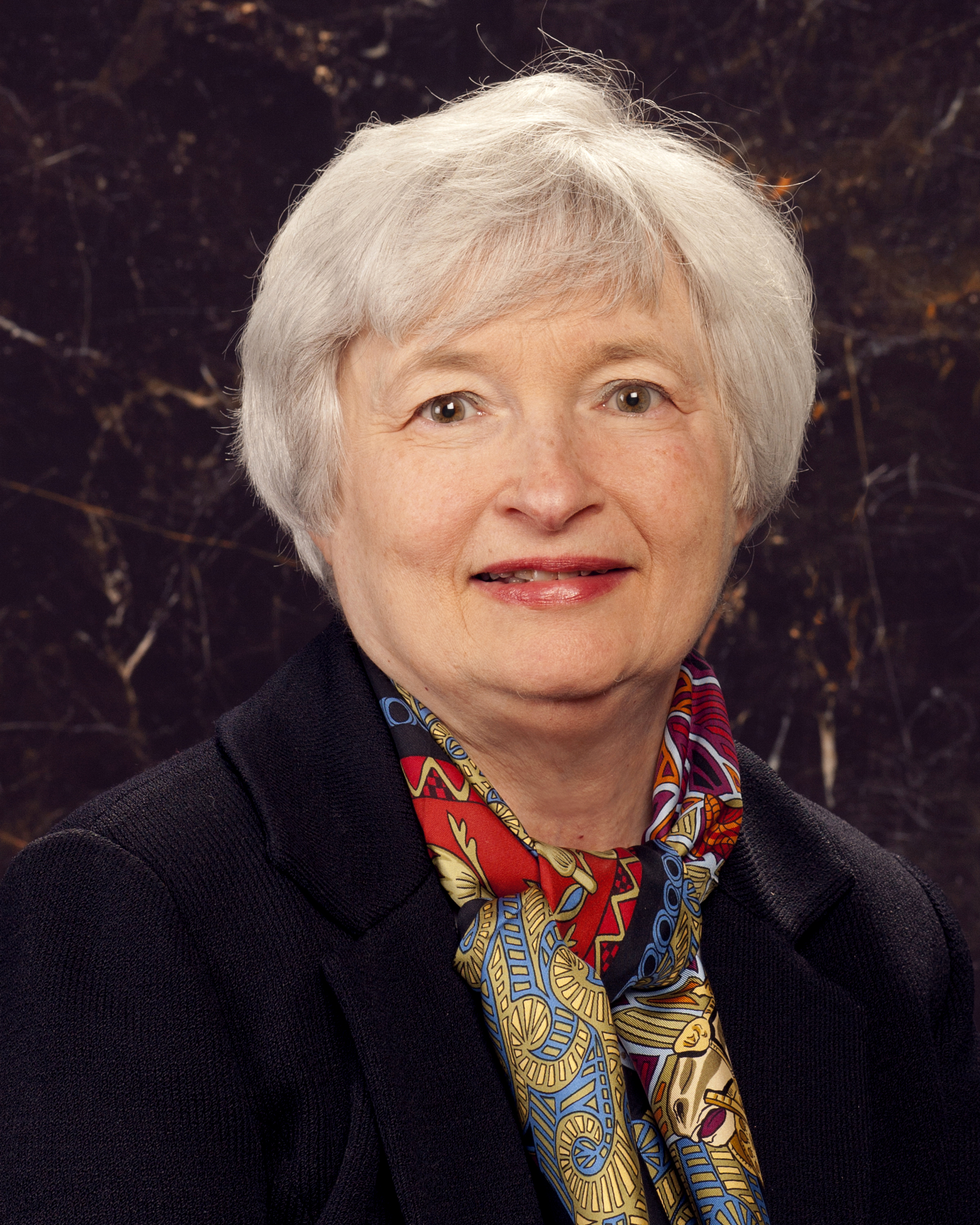
ジャネット・イエレン（アメリカ合衆国財務長官、元連邦準備制度理事会（FRB）議長

リベラル系・民主党系の政治家が多いことでも知られているが、アイビー・リーグの中では映画・メディア関係者が非常に多いことで知られている。下記は、日本でも比較的知られている一部のみ。
卒業・退学年度順
学部卒（学士）は四年制卒業。文学士は文系、理学士は理数系の四年制卒業。PhB、修士、博士は大学院卒。
- ヘンリー・ホイートン（英語版）（法学者、幕末～明治期に日本で読まれた『万国公法』原題 Elements of International Law, 1836の著者）：1802年
- アドニラム・ジャドソン（ビルマの宣教師）：1807年
- ウィリアム・マーシー（アメリカ合衆国陸軍長官、第21代アメリカ合衆国国務長官、連邦最高裁判所長官）：1808年 学部卒 文学士
- ホーレス・マン（教育改革者、奴隷制度廃止論者、アメリカ合衆国議会下院議員）：1819年 学部卒 文学士
- ジョン・ヘイ（第37代アメリカ合衆国国務長官）：1850年代後半
- アルバート・アーノルド・ベネット（宣教師、関東学院の設立者）：1872年 学部卒 文学士
- チャールズ・エヴァンズ・ヒューズ （第11代アメリカ合衆国最高裁判所長官、ニューヨーク州知事、第44代アメリカ合衆国国務長官）：1881年 学部卒
- ジョン・ロックフェラー2世(実業家、慈善家。ロックフェラー家の一員、シカゴ大学・ロックフェラー大学等多数の教育施設設立者）：1897年 学部卒 文学士
- ジョセフ・キーナン（東京裁判の主席検察官）：1910年 修士
- ウォルター・ホヴィング（英語版）（ティファニーの元CEO）：1920年 学部卒テッド・ターナー（CNN創業者）

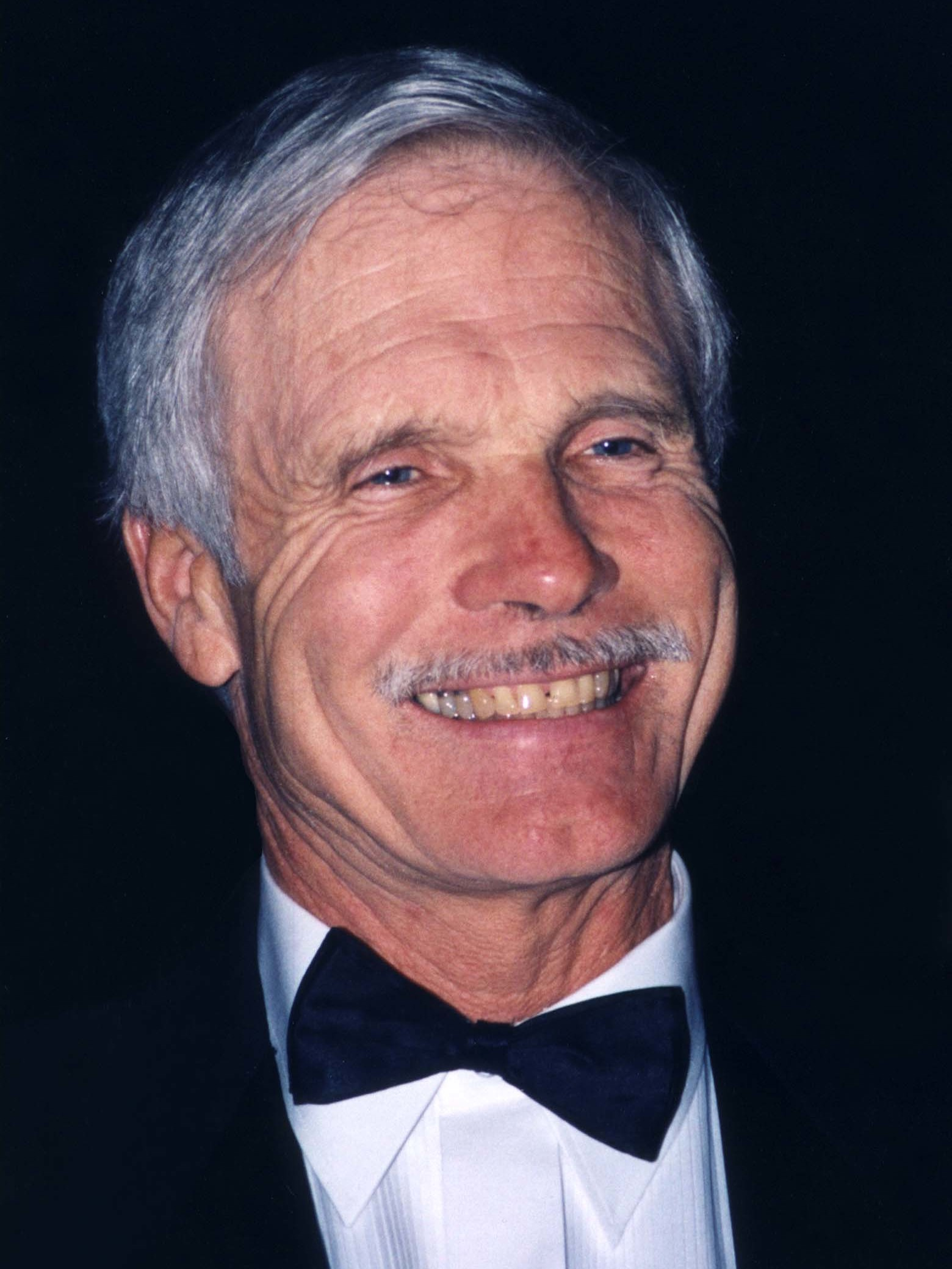
テッド・ターナー（CNN創業者）

- マーヴィン・バウアー（英語版）（マッキンゼー・アンド・カンパニーの中興の祖（事実上の設立者）、現代経営コンサルティングの父）：1925年 学士
- ジェラルド・クレメンス （天文学者）：1930年 大学院（PhB数学専攻）卒
- ジョン・テューキー（Cooley-Tukey型FFTアルゴリズムenの発明者の一人）：1936年 化学学部、1937年化学修士
- トーマス・ワトソン（IBM会長）：1937年 経営学部卒
- トーマス・O・ペイン（英語版）（前NASA所長。アポロ計画1号から7号までの責任者）：1942年 工学部卒
- アーロン・ベック（うつ病の認知療法の創始者）：1942年 学部卒
- ロイス・ローリー（児童文学『ザ・ギバー』の作者）：1956年 結婚のため中退
- テッド・ターナー（CNN創立者、現社長）：1960年 強制退学。後に寄付貢献により名誉学士
- ジョン・スカリー（前ペプシコ社長、前Apple Computer社長兼CEO）：1960年代前半 建築学部卒
- 白楽晴（ソウル大学校名誉教授、文芸評論家）：1961年文学部仏文学科卒
- ウェンディ・カーロス（作曲家、シンセサイザー奏者。性転換者）：1962年 学部卒 文学士
- リチャード・ホルブルック（パキスタン・アフガニスタン特命大使、元国連大使、元ドイツ大使、外交問題評議会評議員）：1962年 学部卒 文学士ジョン・ロックフェラー2世

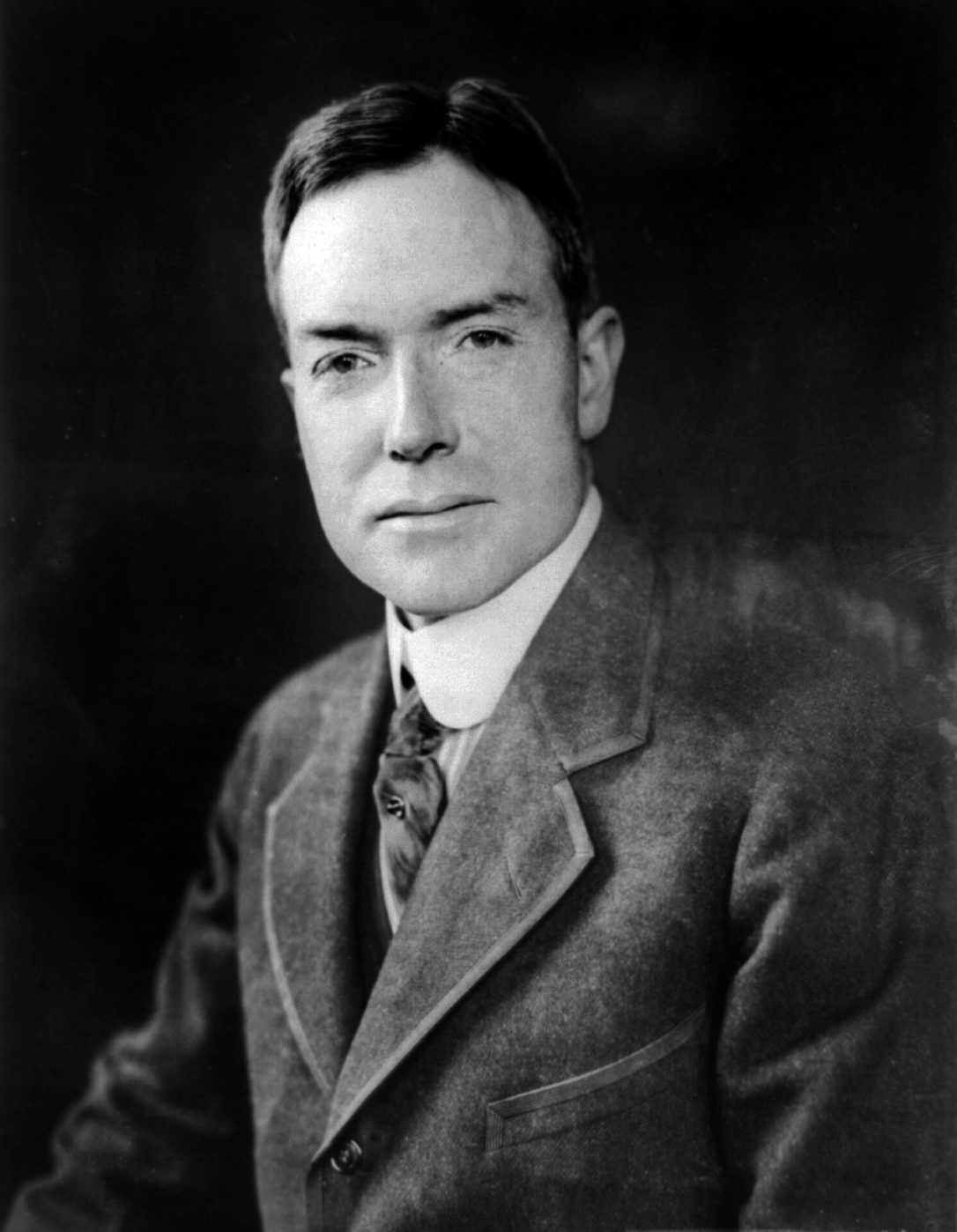
ジョン・ロックフェラー2世

- 永谷敬三（ブリティッシュコロンビア大学名誉教授）：1965年 経済学博士
- ジョージ・M・C・フィッシャー（英語版）（コダック会長）：1946年 工学修士、1966年 応用数学博士
- ジャネット・イエレン（アメリカ合衆国財務長官、連邦準備制度理事会議長）：1967年 学部卒　経済学
- ケネス・スター（モニカ・ルインスキー事件の検事）：1969年 政治学修士
- マリ・L・オシェロフ（ジャーナリスト）：1971年  学部卒 文学士
- レオナード・Ａ・シュレシンジャー（バブソン大学元学長、ハーバード・ビジネス・スクール教授）：1972年  学部卒 文学士（アメリカ文明学）
- 堀 元（東北大学名誉教授）：1974年 経済学博士
- リンカーン・チェイフィー（ロードアイランド州知事、元上院議員）：1975年 文学士（古典文学）
- ジョン・H・クロフォード（インテルのフェロー。Intel386™ と486™ 開発チーフ）：1975年 コンピュータサイエンス学部卒
- アンディ・ハーツフェルド（コンピュータ・プログラマー。初期Mac開発者、現Google社員）：1975年 コンピュータサイエンス学部卒
- 小野浩（北海道大学名誉教授）：1975年  経済学博士
- 渡辺博史（日本政策金融公庫副総裁、元一橋大学教授、元財務官）：1975年  経済学修士
- 谷下一夫（慶應義塾大学理工学部教授、工学博士、生体工学者）：1975年 工学研究科 博士
- クリス・バーマン（英語版）（ESPN・NBCのテレビキャスター、ジャーナリスト）：1977年  学部卒 文学士
- 国谷裕子（テレビキャスター）：1979年　学部卒 文学士（国際関係専攻、国際経済学副専攻）
- 玉本偉（政治学者）：1980年 国際関係学部卒
- マリー・チェイピン・カーペンター（英語版）（フォーク・ミュージック・カントリー・ミュージック歌手）：1981年  学部卒 文学士
- バリー・スターンリヒト（英語版）（スターウッド・ホテル&リゾート 創設者、前会長兼CEO）：1982年 学部卒（文学士）
- クレイグ・メロー（RNAi発見によるノーベル生理学医学賞受賞者の一人）：1982年 化学部卒
- ジム・ヨン・キム（第12代世界銀行総裁、元ダートマス大学学長、元ハーバード大学医学部教授、元世界保健機関HIV/AIDS局長）：1982年 学士
- ジャック・マーケル（英語版）（デラウェア州知事）：1980年代前半 文学士
- 谷内満（元APEC経済委員会議長、元内閣府官房審議官、早稲田大学教授）：1982年 経済学博士
- ジョン・F・ケネディ・ジュニア：1983年 歴史学部卒
- ジェフリー・ユージェニデス（小説家、ピューリッツァー賞受賞）：1983年 学部卒 文学士
- ビクトリア・ヌーランド（国務次官）:1983年 学部卒 文学士
- 三野和雄 （経済学者）第47代日本経済学会会長、元京都大学教授：1984年 経済学博士
- トッド・ヘインズ （映画監督、脚本家）：1985年 学部（芸術記号論専攻）卒
- ファイサル・ビン・アル・フセイン（英語版）王子（元ヨルダン国王フセイン1世の息子）：1985年 電気工学部卒
- ローラ・リニー（女優）：1986年 学部卒 文学士
- ティム・ブレイク・ネルソン（俳優、映画監督）：1986年 学部卒 文学士
- エイミー・カーター（ジミー・カーター大統領の娘）：1980年代後半　強制退学
- マルコ・ベルトラミ（作曲家）：1988年 都市学部卒（理数系学士）
- ダグ・リーマン（映画監督）：1988年 学部卒 文学士
- テッド・チャン（SF作家）：1989年 コンピュータ・サイエンス学部
- リサ・ローブ（シンガーソングライター、リアリティーショー女優）：1990年 比較文学部卒
- ジュリー・ボーウェン（女優、声優）：1991年 文学士
- ボビー・ジンダル（ルイジアナ州知事、元下院議員）：1992年 理学士
- 速水洋子（京都大学東南アジア地域研究研究所所長・教授）：1992年 Ph.D.（人類学博士）
- レイラ・パフラヴィー（英語版）（元イラン皇帝モハンマド・レザー・パフラヴィーの末女）：1992年 学部卒 文学士
- ニコラオス王子 （元ギリシャ王コンスタンティノス2世の息子、現デンマーク女王の甥）：1993年 学士（国際関係学）
- エドウィージ・ダンティカ（作家）：1993年 文学修士（文芸創作）
- トレイシー・エリス・ロス（女優、モデル、コメディアン、プロデューサー。ダイアナ・ロスの娘）：1994年　文学士（演劇）
- 吉原真里（ハワイ大学教授、アメリカ文化研究者）：1997年 アメリカ研究学博士
- 平岳大（俳優。俳優平幹二朗と女優佐久間良子の長男）：1997年 応用数学部卒 理学士
- マシ・オカ（俳優、デジタル視覚効果アーティスト）：1997年 学士（数学、コンピュータ・サイエンスのダブル専攻）、副専攻相当（舞台芸術）
- 堀田季何（歌人、俳人）：1997年 学士（東アジア研究）・医学プログラム（PLME）前期課程修了
- セス・プライス（英語版）（ポストコンセプチュアルアーティスト）：1998年学部卒
- ダミアン・クラッシュ（英語版）（ロックバンド：OK Goのボーカル）：1998年 学部（芸術記号論専攻）卒
- 杉田精司（東京大学大学院教授、惑星科学者）：1999年 Ph.D.（理学博士）
- 秋場大輔（ニューヨーク市立大学大学院センター教授およびニューヨーク市立大学クイーンズ校教育学部長、心理学博士）：2000年 Ph.D.
- ジョン・クラシンスキー（俳優、脚本家、映画監督）：2001年 学士
- デレク・エラーマン（英語版）（人権活動家、アショカ財団大使、ポラリスプロジェクト（英語版）設立者）：2002年 学士
- リーリー・ソビエスキー（俳優）：2000年代前半 中退
- 山本勲（慶應義塾大学商学部教授、経済学博士）：2000年 経済学修士、2003年 経済学博士
- 森研（実業家、WWD JAPAN.com編集長。ファッションデザイナー森英恵の孫、モデルの森泉、森星の兄）：2003年
- ガブリエラ・ウィンザー（英語版）（ジャーナリスト、イギリス王ジョージ5世の曾孫、ギリシャ王ゲオルギオス1世の玄孫）：2004年 文学士
- セオドラ王女（元ギリシャ王コンスタンティノス2世の娘、現デンマーク女王マルグレーテ2世の姪）：2006年 学士（舞台芸術）
- ルイ・オザワ（俳優）：2006年 修士（舞台芸術）
- ベンジャミン・ボアズ（翻訳家、麻雀研究家）：2007年 文学士
- 水沢ジュリアン・スィーヒ（俳優。女優水沢アキの長男）：2009年　学士（国際関係学、舞台芸術学のダブル専攻）
- REINA（セクシーチョコレート）（お笑い芸人）：2010年
- サーシャ・スピルバーグ（女優、スティーヴン・スピルバーグの娘）：2012年 卒業。学士（文芸専攻）
- スカウト・ウィリス（ブルース・ウィリスとデミ・ムーアの娘）：2013年　学士（文芸学、視覚芸術学のダブル専攻）
- エマ・ワトソン（女優）：2014年　学士（英文学）

### 著名な教職員
現在や過去に教員や職員として在籍した人物のリスト。
- 渡邊武郎 （認知言語行動科学部、神経科学部、付属病院精神科）上級栄誉教授
- 佐々木由香（認知言語行動科学部）教授
- 玉置雅子（認知言語行動科学部）助教授
- 柴田和久（認知言語行動科学部）元助教授、現在名古屋大学准教授
- 野口博司（薬学者）博士研究員
- 佐藤隆三（経済学者）教授
- 南太郎 (医学部、呼吸器・集中治療・睡眠医学) 准教授
- 廣井孝弘（地球環境惑星科学科）上席研究科学者